# Ari Ahonen
Ari Ahonen, född 6 februari 1981 i Jyväskylä, är en finländsk professionell ishockeyspelare som spelar som målvakt för HK Admiral Vladivostok i KHL. Ahonen valdes i första rundan av New Jersey Devils som 27:e spelare totalt i NHL-draften 1999.
Ahonen spelade tre säsonger i SM-liiga, Finlands högsta hockeyserie, för lagen JYP och HIFK innan han åkte över till Nordamerika för spel i New Jersey Devils farmarlag Albany River Rats. Ahonen är den enda målvakten att på högsta nivå spelat för de tre största lagen i Helsingforsområdet; HIFK, Jokerit och Esbo Blues.
Ahonen värvades till Frölunda HC inför säsongen 2007–08 och petade tidigt den unge lovande förstemålvakten Joel Gistedt.

## Klubbar
- JYP, SM-liiga, 1998–99  – Moderklubb
- HIFK, SM-liiga, 1999–2001
- Albany River Rats, AHL, 2001–2006
- Esbo Blues, SM-liiga, 2006–07
- Jokerit, SM-liiga, 2006–07
- Frölunda Indians, Elitserien 2007–2009
- KalPa, SM-liiga, 2009–2011
- Metallurg Magnitogorsk, KHL, 2011–2013
- Barys Astana, KHL, 2013–2014
- HK Admiral Vladivostok, KHL, 2014–2015
- Ässät, Liiga, 2015-2017
- Herning Blue Fox, Superisligaen, 2017-2018[2]